# Duingen
Duingen is een gemeente in de Duitse deelstaat Nedersaksen. De gemeente maakt deel uit van de Samtgemeinde Leinebergland in het Landkreis Hildesheim. De gemeente telde 4.918 inwoners op 31 december 2023. Volgens een door de Duitse Wikipedia geraadpleegde overheidsstatistiek van de deelstaat Nedersaksen had de gemeente Duingen in totaal 4.894 inwoners per 31 december 2020.

## Gemeente, bevolking
De huidige gemeente Duingen werd gevormd in november 2016. Voordien was Duingen een van de gemeenten die deelnam in de Samtgemeinde Duingen. Alle deelnemende gemeenten besloten tot een fusie waaruit de nieuwe gemeente Duingen ontstond. Tegelijkertijd fuseerde de oude Samtgemeinde met de Samtgemeinde Gronau (Leine) tot de Samtgemeinde Leinebergland.
De gemeente Duingen bestaat uit de dorpen:
- Duingen (hoofddorp; 2.706)
- Capellenhagen (141)
- Coppengrave (624), een in een beekdal gelegen dorpje, 3 km ten zuidoosten van het dorp Duingen
- Fölziehausen (84), een gehucht op 5 km ten zuidwesten van het dorp Duingen
- Hoyershausen (439) incl. :
  - Lübbrechtsen
  - Rott
- Marienhagen (750)
- Weenzen (362)

Tussen haakjes het aantal inwoners per dorp. Dit cijfer is per 30 november 2016 (totaal gehele gemeente Duingen per die datum: 5.106). Nadien is het bevolkingscijfer niet meer uitgesplitst per dorp bijgehouden. De meerderheid van de christenen in de gemeente is evangelisch-luthers.

### Wapensvan de tot de gemeente behorende dorpen

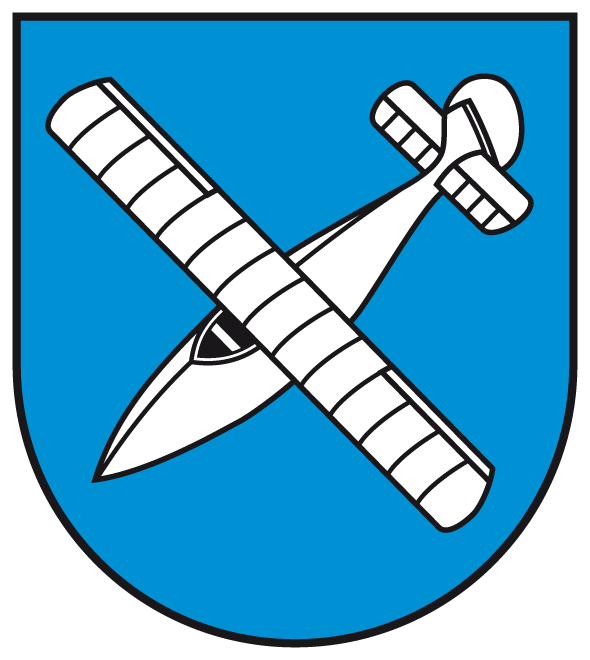
Capellenhagen
Coppengrave
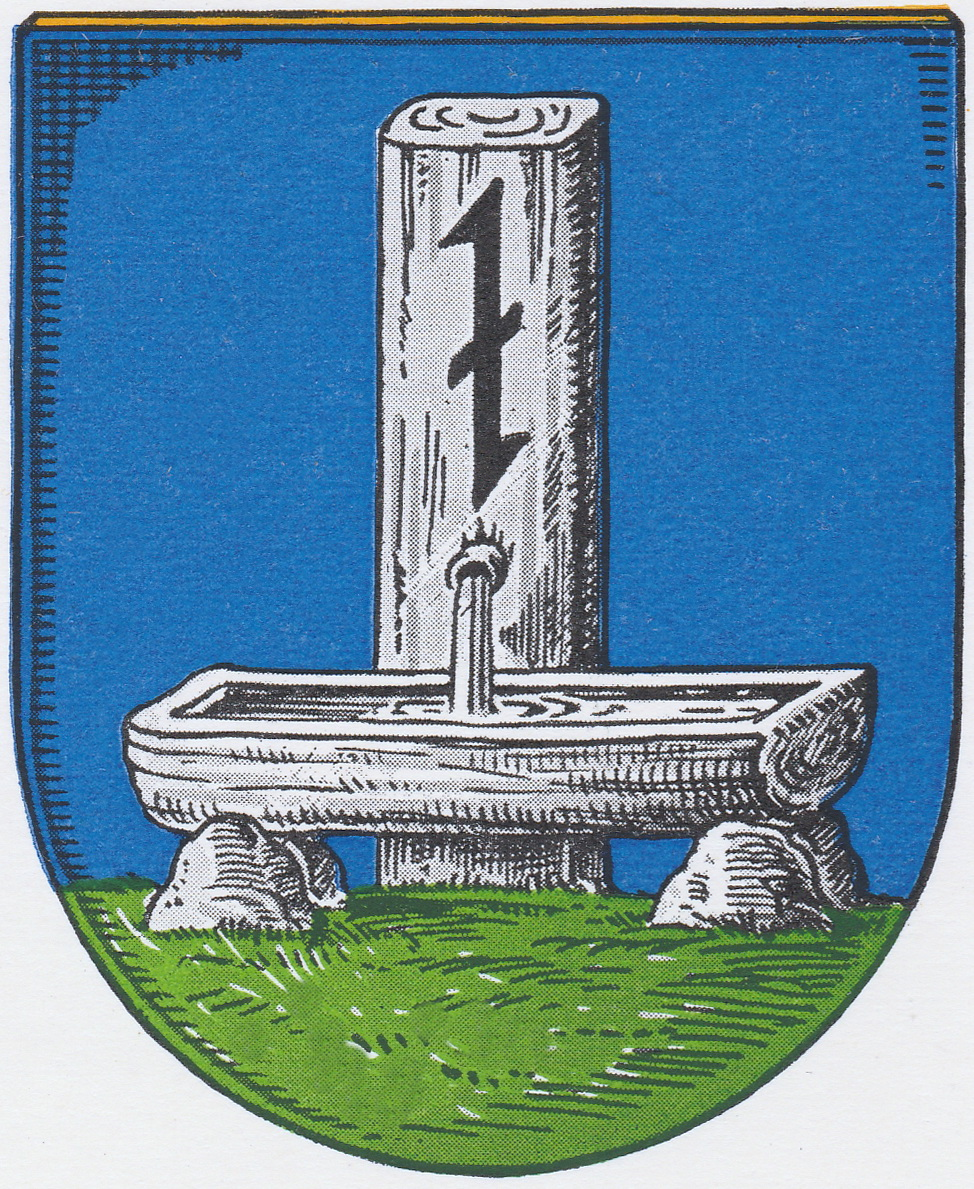
Fölziehausen
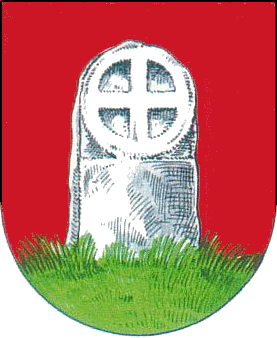
Hoyershausen
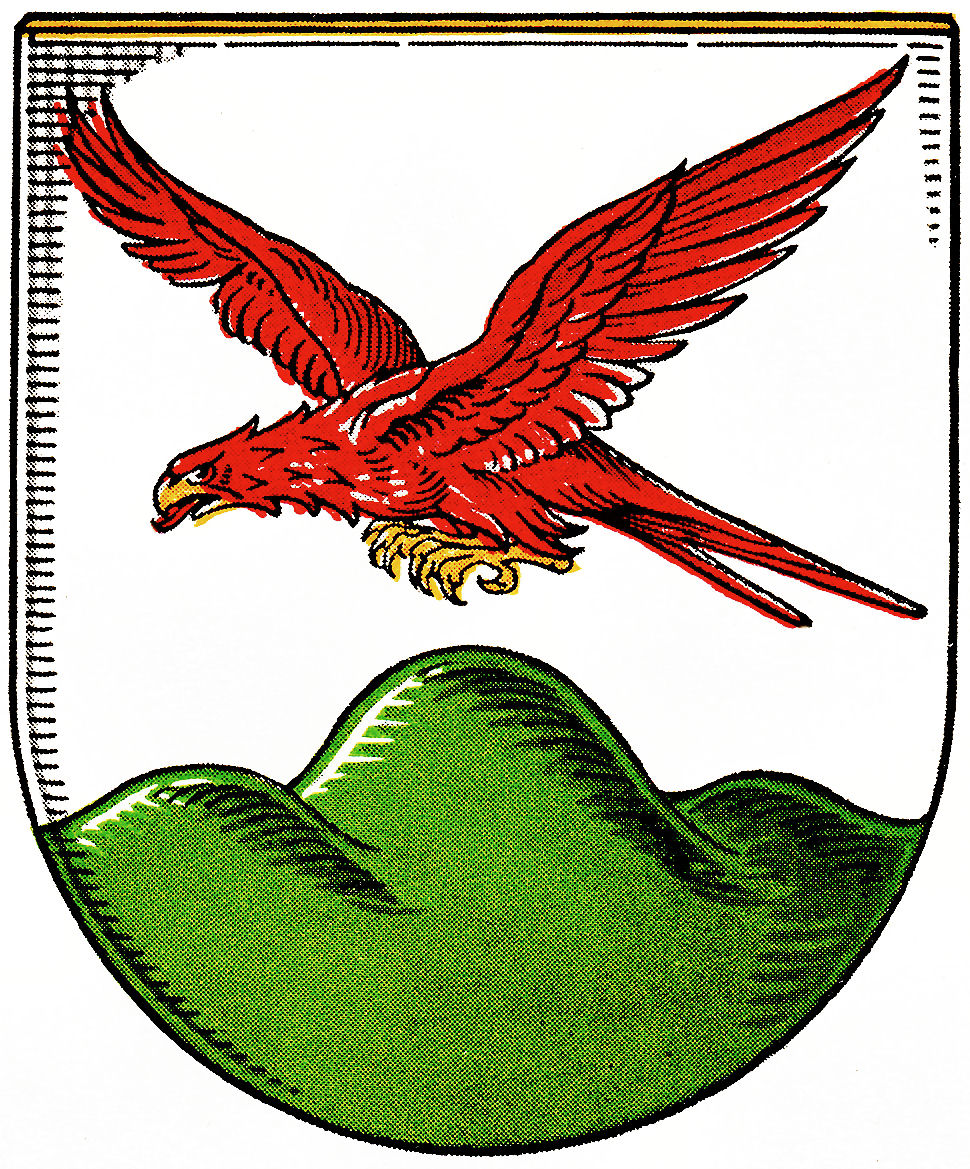
Lübbrechtsen
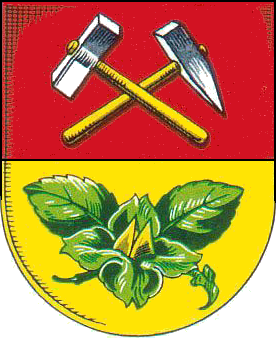
Marienhagen
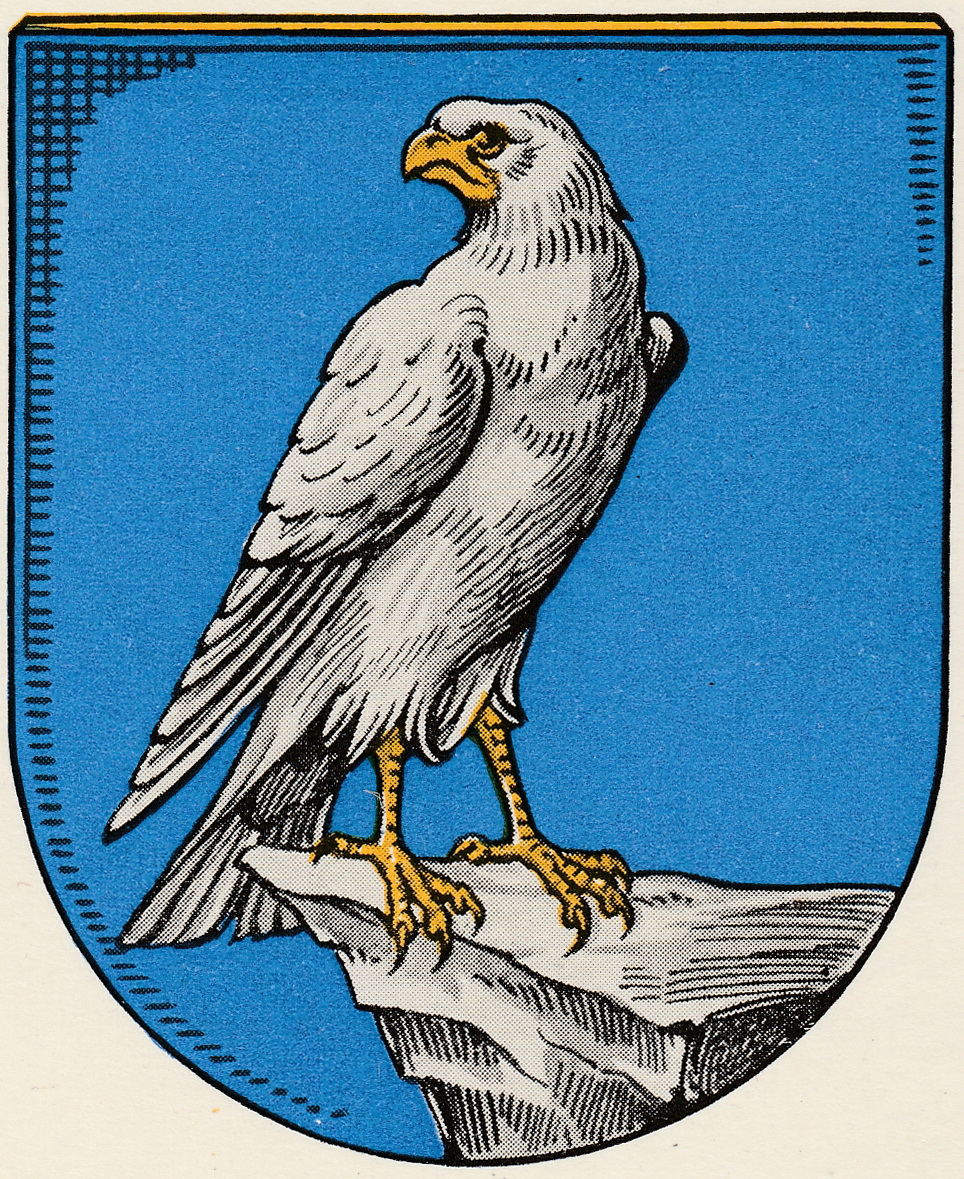
Rott
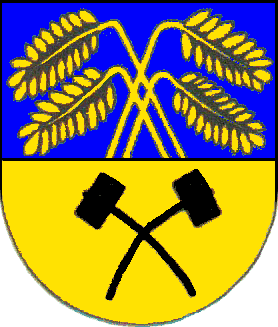
Weenzen

## Ligging en infrastructuur
Duingen ligt fraai tussen de heuvelruggen van het Leinebergland. Deze heuvelruggen zijn in het algemeen met beuken- en eikenbos bebost. De bodem bestaat uit kalksteen, die ter plaatse in diverse steengroeven industrieel wordt gedolven.

### Naburige heuvelruggen
De getallen tussen haakjes geven de hoogte aan, in meters boven zeeniveau. 
- Duinger Berg (326-330), direct ten oosten van Duingen
- Duinger Wald, direct ten zuiden van Duingen, met dichtbij het dorp de Doberg (221)
- Ten westen van Fölziehausen ligt een deel van de Ith (390-396), een steile rug met beperkte mogelijkheden tot bergsport.
- Thüster Berg met de uitzichttoren Löns-Turm (433), ten NW van Marienhagen op het grondgebied van Salzhemmendorf-Thüste

### Naburige gemeenten
- Salzhemmendorf in het noorden en westen
- Gronau (Leine) in het noordoosten
- Enige tot de Samtgemeinde Eschershausen-Stadtoldendorf behorende plaatsen , waaronder Dielmissen, in het zuiden
- Alfeld (Leine) in het zuidoosten

### Infrastructuur
Het tot de gemeente Duingen behorende dorp Weenzen ligt aan de Bundesstraße 240, die de hoofdverbinding voor het gebied vormt. Dat geldt ook voor Marienhagen (1½ km noordwaarts) en voor Capellenhagen, 6 km ten zuiden van Weenzen. Anno 2021 is in dit gebied een reconstructie van de B 240 gaande. Deze zal om de diverse dorpen heen gelegd worden.  Het hoofddorp Duingen ligt aan een vanaf de B 240 zuidoostwaarts lopende zijweg, 2 km ten zuidoosten van de reeds vernieuwde kruising met deze Bundesstraße.
Daarnaast ligt het dorp aan de voormalige spoorlijn Station Voldagsen - Delligsen. Die lijn is sinds 1967 gesloten. Rondom Duingen zijn de rails in 2014 verwijderd. Het dichtstbij gelegen spoorwegstation , 12 km  ten noordoosten van het dorp Duingen, staat te Banteln, 3 km van Gronau (Leine). Vanaf Station Banteln kan men de stoptrein nemen richting Hannover of Göttingen. Aan deze zelfde lijn ligt Station Alfeld (Leine), dat in tegenstelling tot station Banteln per bus vanuit Duingen bereikbaar is. Deze bus rijdt op werkdagen ongeveer 7 × per dag, zaterdags 6 ×. Op zon- en feestdagen is Duingen niet per openbaar vervoer bereikbaar.

## Economie
Belangrijk voor de economie van de gemeente zijn met name:
- de winning van kalksteen in enkele steengroeven in de heuvels van het Leinebergland
- Ten zuidwesten van Weenzen, deels over de gemeentegrens met Wallensen, dat ligt in de gemeente Salzhemmendorf, is in de bossen een recreatiepark gerealiseerd. Het bestaat uit een grote camping  aan een meertje (Campingpark Humboldtsee, in Wallensen) en een bosgebied, waarin nog meer meertjes liggen, in de gemeente Duingen. Dit gebied wordt ter plaatse de Duinger Seenplatte genoemd. De meertjes zijn ontstaan doordat voormalige mijnbouwlocaties met water zijn volgelopen. Aan de Duinger kant van de gemeentegrens ligt een groeve waar kwartszand gewonnen wordt.
- het toerisme vanwege het natuurschoon in het Leinebergland
- enige bosbouw in deze heuvels
- Aan de oostrand van Duingen ligt een bedrijventerrein voor lokaal midden- en kleinbedrijf.

## Geschiedenis
Het gebied lag in de vroege middeleeuwen in het gebied der Engeren of Angrivariërs. De plaatsnamen in dit gebied werden vaak gevormd door een oude persoonsnaam, gevolgd door -husen, -hausen (Nederlands: -huizen). De meeste van deze plaatsnamen zijn in de loop der eeuwen verbasterd tot namen op -sen, wat voor dit deel van Duitsland kenmerkend is. In het midden van de 9e eeuw wordt Duingen als Duthungun voor het eerst in een document vermeld.
Omstreeks 1700 leefde te Duingen een adellijk geslacht, dat een duif in zijn schild voerde. Dit is van de variant op de plaats- en familienaam Duweningen terug te voeren. Dit verklaart de duif in het gemeentewapen van Duingen.
De streek om Duingen behoort tot een groter gebied, dat in het plaatselijke dialect Pottland wordt genoemd. Reeds vanaf de 13e eeuw werd in deze streek aardewerk gemaakt. Dit Duinger steengoed is in de 17e en 18e eeuw ook naar Nederland uitgevoerd, zie onderstaande weblink.
In het begin van de 20e eeuw knutselden twee boerenzoons uit Capellenhagen een zweefvliegtuigje in elkaar, en wisten daarmee vanaf de bergrug Ith een geslaagde vlucht te maken. Hun voorbeeld vond navolging; de Ith werd een centrum van de zweefvliegsport. Ter herinnering hieraan is in het wapen van het dorpje een zweefvliegtuig afgebeeld.
Tot 1960 was er ten zuidwesten van Duingen een bruinkoolgroeve in bedrijf. Toen deze in 1966 volgelopen was met water, werd het terrein voor recreatie en toerisme in gebruik genomen.

## Bezienswaardigheden
- Het natuurschoon in de heuvelachtige omgeving, zie hierboven: naar en rondom de bovenvermelde heuvels zijn diverse wandel-, fiets- en mountainbikeroutes uitgezet. Met name wandelaars kunnen tijdens het volgen van deze routes  hinder ondervinden van kalksteenwinning- en bosbouwactiviteiten, omdat zware vrachtwagens hiervan de routes wel eens kruisen.
- Ten zuidwesten van Weenzen, juist over de gemeentegrens met Wallensen, dat ligt in de gemeente Salzhemmendorf, is in de bossen een recreatiepark gerealiseerd. Het bestaat uit een grote camping  aan een meertje (Campingpark Humboldtsee, in Wallensen) en een binnen de gemeentegrenzen van Duingen gelegen bosgebied, waarin nog meer meertjes (o.a. de Bruchsee) liggen. Dit gebied wordt ter plaatse de Duinger Seenplatte genoemd. Aan de Bruchsee is in beperkte mate waterrecreatie mogelijk. In de andere meren mag alleen gehengeld worden, en men kan eromheen wandelen.
- In de nabijgelegen Ith is ook enige bergsport, o.a. rotsklimmen, mogelijk. De Ith is ook een centrum van de zweefvliegsport.
- Duingen was vanaf de late 17e eeuw (en mogelijkerwijs reeds langer) een centrum van pottenbakkerij; ter plaatse is in een fraai, oud vakwerkhuis een bescheiden keramiekmuseum (Töpfereimuseum) ingericht.  Het is op woensdag- en zondagmiddag geopend. In dit museum zijn ook boekjes en brochures over de geschiedenis van Duingen en omgeving verkrijgbaar.

## Afbeeldingen

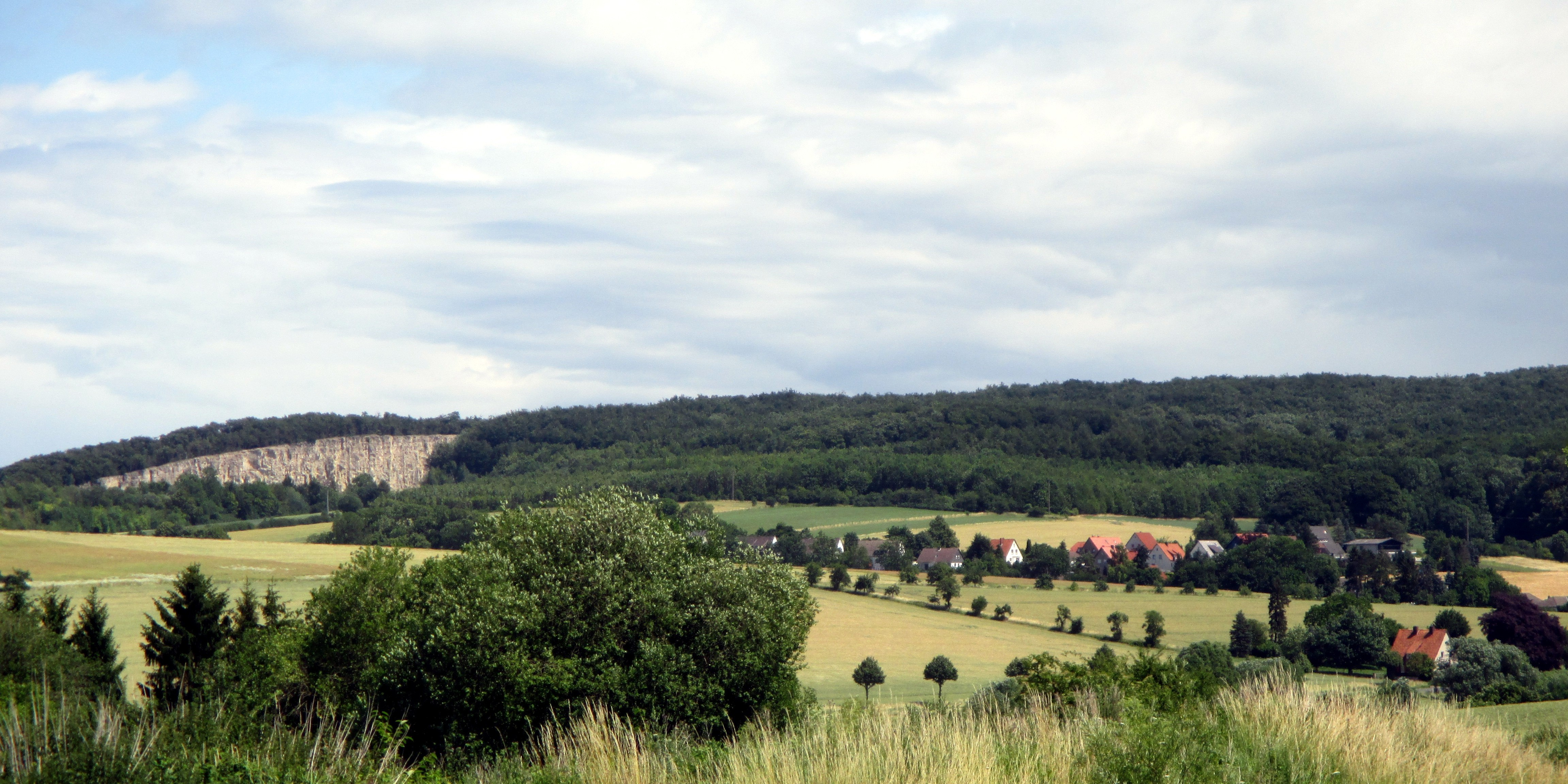
Gezicht op Weenzen (rechts) en de kalksteengroeve in de Duinger Berg ten ZO van Marienhagen (links)
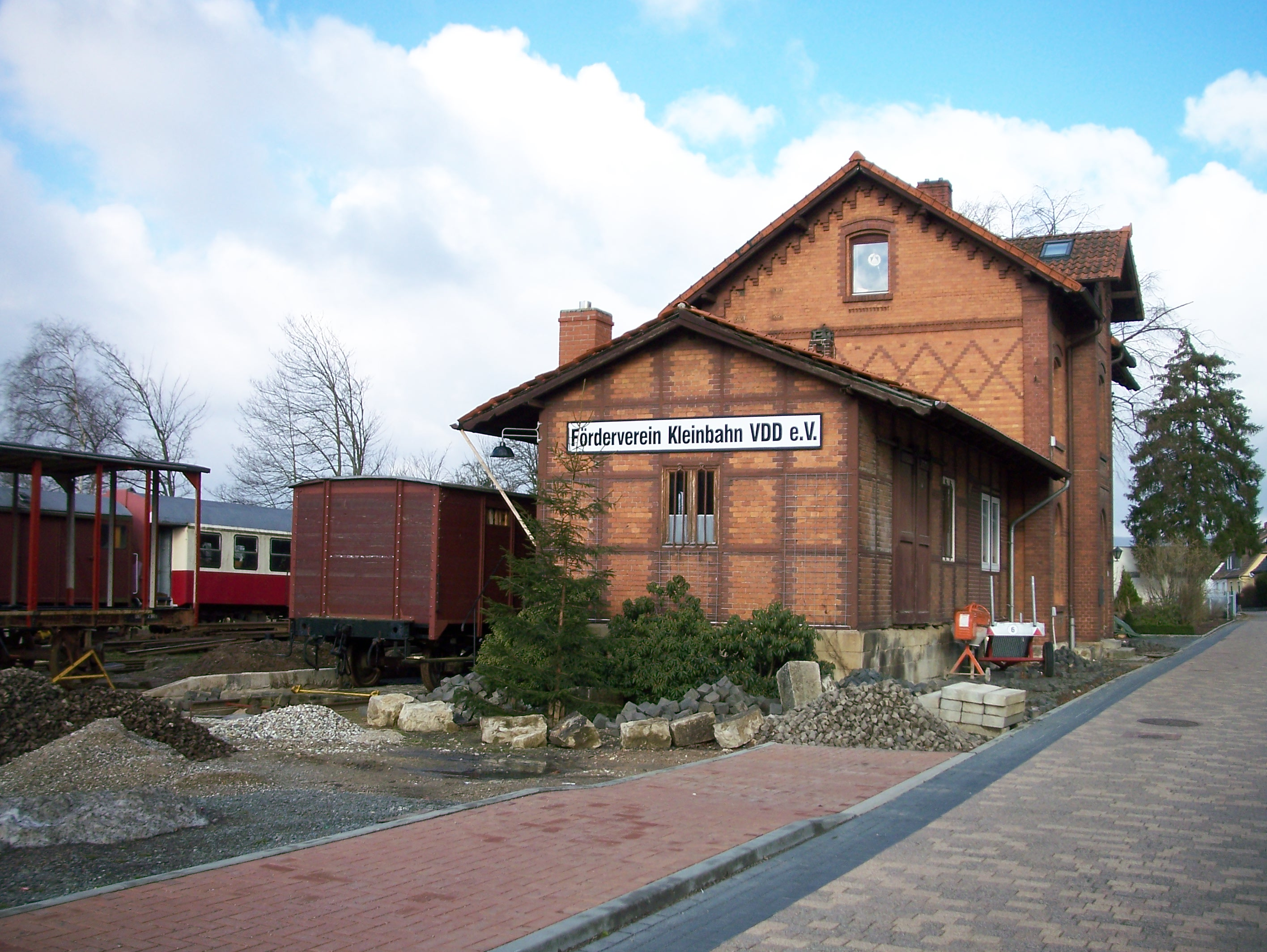
Voormalig station
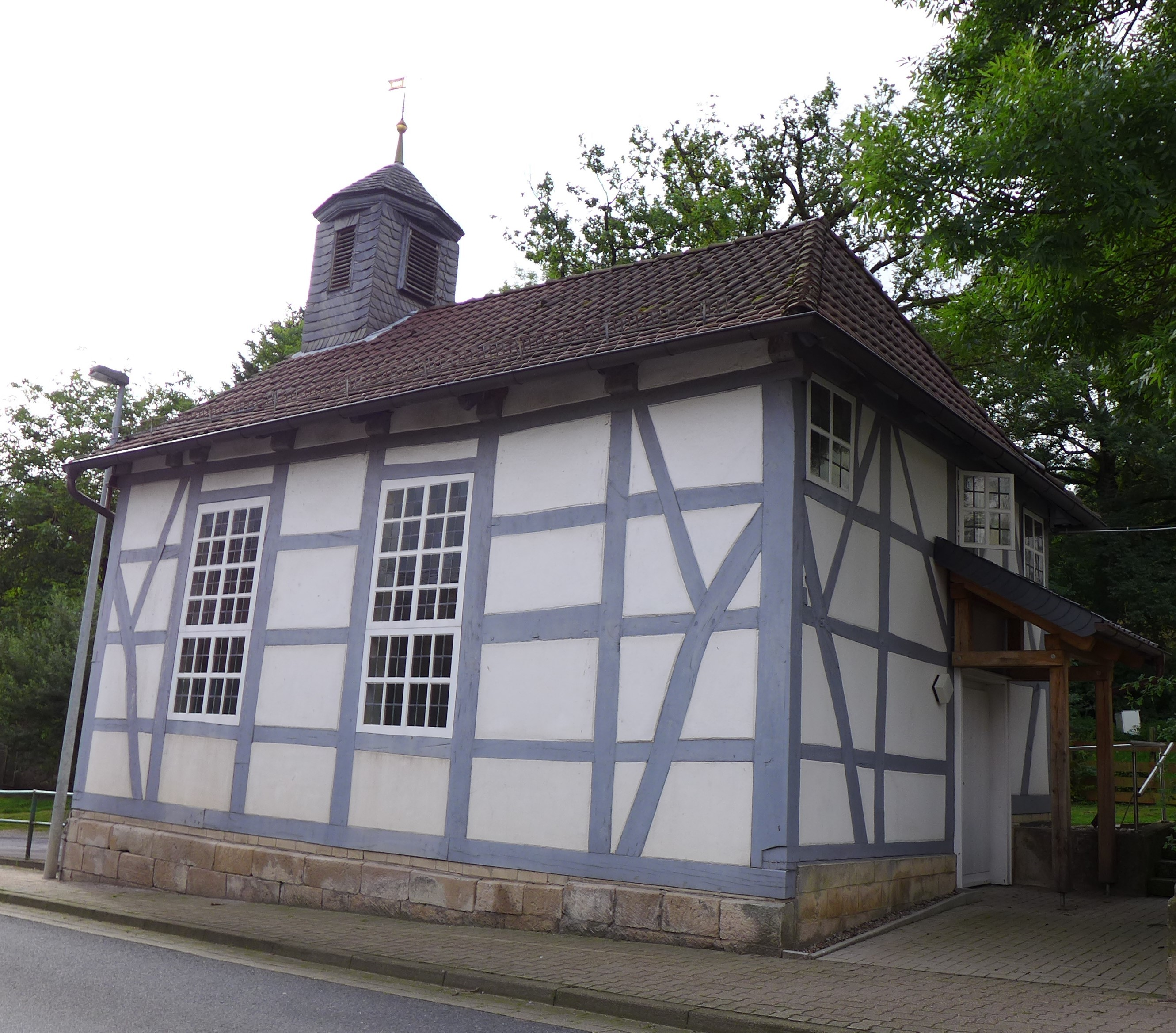
Kapel te Capellenhagen (1709)

## Belangrijke personen in relatie tot de gemeente
- Johann Georg von Eckhart (ook gespeld: Johann Georg Eccard; * 7 september 1674 in Duingen; † 9 februari 1730 in Würzburg), historicus en bibliothecaris, was enige tijd de secretaris van de beroemde geleerde Gottfried Wilhelm Leibniz; ook is hij professor in de geschiedenis geweest aan de universiteit van Helmstedt.